# Allometopon perkinsi
Allometopon perkinsi är en tvåvingeart som beskrevs av Mcalpine 1960. Allometopon perkinsi ingår i släktet Allometopon och familjen träflugor. Inga underarter finns listade i Catalogue of Life.